# Konklave 1592
Das Konklave 1592 trat nach dem Tod von Papst Innozenz IX. († 30. Dezember 1591) zusammen und tagte vom 10. bis zum 30. Januar 1592 in Rom. Es  dauerte 20 Tage und wählte Clemens VIII. zum Papst.

## Kardinalskollegium

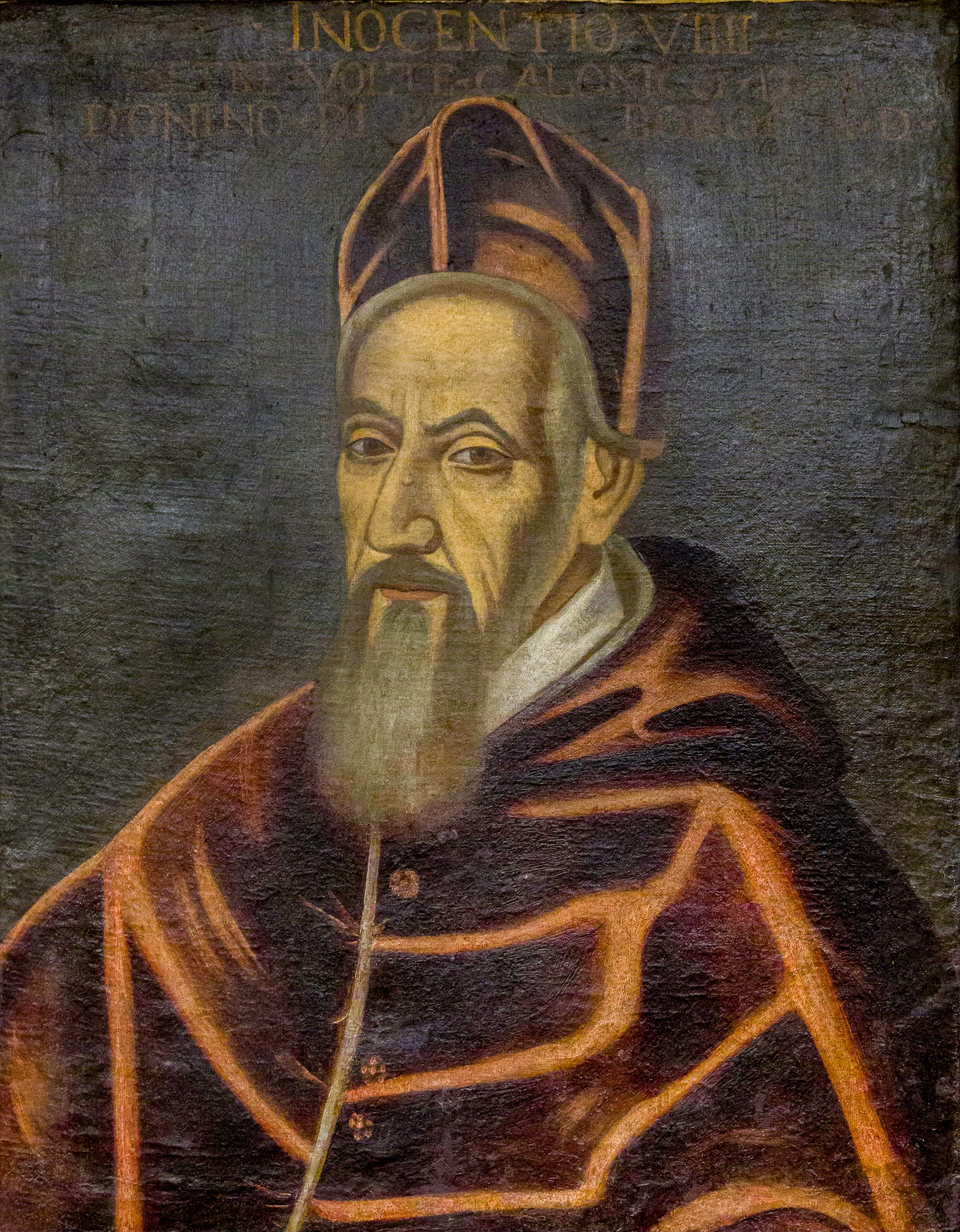
Innozenz IX.

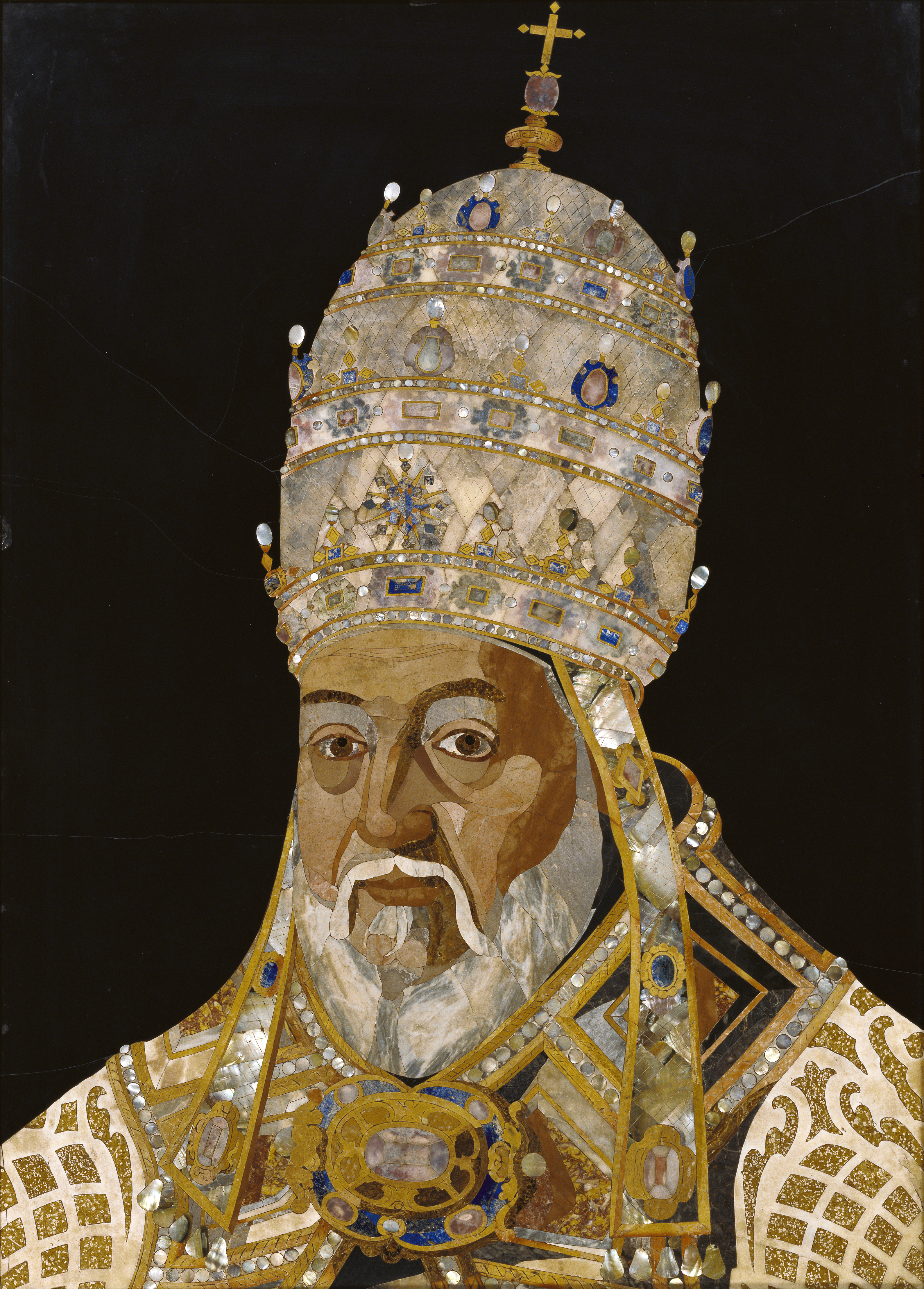
Clemens VIII.

Als Papst Innozenz IX. starb, zählte das Kardinalskollegium 66 Kardinäle.

### Teilnehmer
Die 56 am Konklave teilnehmenden Kardinäle waren:
- Alfonso Gesualdo, Kardinalbischof von Ostia e Velletri, Kardinaldekan
- Innico d’Avalos d’Aragona OS, Kardinalbischof von Porto e Santa Rufina, Kardinalsubdekan
- Marco Antonio Colonna seniore, Kardinalbischof von Palestrina
- Tolomeo Gallio, Kardinalbischof von Frascati
- Gabriele Paleotti, Erzbischof von Bologna und Kardinalbischof von Sabina
- Michele Bonelli OP, Kardinalbischof von Albano
- Girolamo Simoncelli
- Markus Sittikus von Hohenems
- Ludovico Madruzzo
- Giulio Antonio Santorio
- Girolamo Rusticucci
- Nicolas de Pellevé, Erzbischof von Sens
- Andreas von Österreich, Bischof von Brixen und von Konstanz
- Pedro de Deza
- Alessandro Ottaviano de’ Medici, Erzbischof von Florenz[Anm. 1]
- François de Joyeuse, Erzbischof von Toulouse[Anm. 2]
- Giulio Canani, Bischof von Adria
- Antonmaria Salviati
- Agostino Valier, Bischof von Verona
- Vincenzo Lauro
- Filippo Spinola
- Jerzy Radziwill, Bischof von Wilna
- Simeone Tagliavia d’Aragonia
- Scipione Lancellotti
- Francesco Sforza
- Alessandro Damasceni Perretti
- Enrico Caetani
- Giovanni Battista Castrucci, Camerlengo der Heiligen Römischen Kirche
- Domenico Pinelli seniore
- Ippolito Aldobrandini seniore, Kardinalgroßpönitentiar[Anm. 3]
- Girolamo della Rovere, Erzbischof von Turin[Anm. 4]
- Girolamo Bernerio OP, Bischof von Ascoli Piceno
- Antonio Maria Gallo, Bischof von Osimo
- Costanzo da Sarnano, OFMConv
- Girolamo Mattei
- Benedetto Giustiniani
- Ascanio Colonna
- William Allen
- Scipione Gonzaga
- Antonmaria Sauli
- Giovanni Evangelista Pallotta, Pro-Datarius Seiner Heiligkeit
- Federico Borromeo seniore
- Gianfrancesco Morosini, Bischof von Brescia
- Agostino Cusani
- Francesco Maria Bourbon Del Monte
- Mariano Pierbenedetti
- Gregorio Petrocchini OESA
- Guido Pepoli
- Paolo Emilio Sfondrati
- Ottavio Paravicini, Bischof von Alessandria
- Ottavio d’Aquaviva d’Aragona seniore
- Odoardo Farnese
- Flaminio Piatti
- Giovanni Antonio Facchinetti de Nuce iuniore

### Nicht am Konklave teilnehmende Kardinäle
Nicht am Konklave teilnehmen konnten die folgenden zehn Kardinäle:
- Albrecht von Österreich
- Gaspar de Quiroga y Vela, Erzbischof von Toledo
- Rodrigo de Castro Osorio, Erzbischof von Sevilla
- Charles de Bourbon de Vendôme, Erzbischof von Rouen
- Andreas Báthory, Bischof von Ermland
- Philippe de Lénoncourt
- Pierre de Gondi, Bischof von Paris
- Hughes de Loubenx de Verdalle O.S.Io.Hieros.
- Charles de Lorraine-Vaudémont, Bischof von Metz
- Filippo Sega, Bischof von Piacenza

### Kardinalserhebungen
Die im Konklave anwesenden Kardinäle wurden von folgenden Päpsten zum Kardinalat erhoben:
- 1 Kardinal von Papst Innozenz IX.
- 5 Kardinäle von Papst Gregor XIV.
- 23 Kardinäle von Papst Sixtus V.
- 15 Kardinäle von Papst Gregor XIII.
- 4 Kardinäle von Papst Pius V.
- 5 Kardinäle von Papst Pius IV.
- 1 Kardinal von Papst Julius III.